# Świętokrzyski Związek Piłki Nożnej
Świętokrzyski Związek Piłki Nożnej – Wojewódzki Związek Piłki Nożnej, zarządzający rozgrywkami na obszarze województwa świętokrzyskiego z siedzibą w Kielcach. Rolę prezesa pełni od 2000 roku Mirosław Malinowski.

## Historia
W styczniu 1928 roku Polski Związek Piłki Nożnej podjął decyzję o powołaniu Kieleckiego Okręgowego Związku Piłki Nożnej. W lutym przedstawiciele klubów województwa kieleckiego podjęli decyzję o zgłoszeniu akcesu do PZPN i powołania do życia KOZPN z siedzibą w Sosnowcu. Kilkanaście dni później na pierwszego prezesa został wybrany Jerzy Blay. W styczniu 1929 roku przeniesiono siedzibę do Częstochowy. W sierpniu 1950 roku nastąpiła reorganizacja rozgrywek i do Kieleckiego Okręgowego Związku Piłki Nożnej zostały włączone drużyny radomskie. 
W 1998 roku Kielecki Okręgowy Związek Piłki Nożnej został wyróżniony złotą odznaką PZPN. Dwa lata później w miejsce KOZPN został powołany Świętokrzyski Związek Piłki Nożnej, którego prezesem został Mirosław Malinowski. Na początku lipca 2000 roku powstał podokręg z siedzibą w Sandomierzu. Wówczas utworzono również IV ligę świętokrzyską. W maju 2006 roku Związek przeniósł swoją siedzibę na Stadion Miejski w Kielcach przy ulicy Ściegiennego.

## Rozgrywki, którymi zarządza ŚZPN
- III liga, gr. IV (co 4 lata)
- IV liga, gr. świętokrzyska
- klasa okręgowa, gr. świętokrzyska
- klasa A, gr. I i II
- klasa B, gr. I i II
- Regionalny Puchar Polski
- rozgrywki regionalne juniorów

Ponadto, podokręg sandomierski odpowiada za zarządzaniem III grupy klasy A i klasy B.

## Prezesi
| Prezesi ŚZPN | Prezesi ŚZPN        |
| Kadencja     | Nazwisko            |
| ------------ | ------------------- |
| 1928         | Jerzy Blay          |
| 1929–1936    | Tadeusz Doniec      |
| 1937         | Roman Spaltenstein  |
| 1937         | Władysław Wolski    |
| 1945         | Grzegorz Korduba    |
| 1946         | Marian Słoń         |
| 1947         | Grzegorz Korduba    |
| 1948         | Jan Budźko          |
| 1949–1950    | Piotr Jędrzejczyk   |
| 1951–1952    | Alojzy Mazur        |
| 1953–1954    | Zygmunt Florczyk    |
| 1955–1956    | Stefan Wieczorek    |
| 1957–1966    | Jan Budźko          |
| 1967–1969    | Maciej Chrapkiewicz |
| 1969–1973    | Jan Budźko          |
| 1973–1985    | Ryszard Lipko       |
| 1985–1989    | Stanisław Garbacz   |
| 1989–2000    | Jerzy Matuszyk      |
| 2000–obecnie | Mirosław Malinowski |